# Наґае Терумі
Наґае Терумі (яп. 長江 輝美; нар., Японія) — японська футболістка, захисниця, виступала в збірній Японії.

## Клубна кар'єра
Хіронака виступала за клуб «Нікко Сек'ритіс Дрім» з Л-Ліги. 

## Кар'єра в збірній
Дебютувала в збірній Японії у 21 серпня 1994 року проти Австрії.

## Статистика виступів у збірній
| жіноча національна збірна Японії | жіноча національна збірна Японії | жіноча національна збірна Японії |
| Рік                              | Матчі                            | Голи                             |
| -------------------------------- | -------------------------------- | -------------------------------- |
| 1994                             | 1                                | 0                                |
| Загалом                          | 1                                | 0                                |